# Alberto II de Prato
Alberto II de Prato (Toscana, ss. XI-XII) va ser un noble italià, comte de Prato.
Va ser fill del comte Alberto I de Prato i de la seva muller, Lavínia. Està documentat per primera vegada l'any 1076 en un document amb la seva mare i el seu germà, on fan donació d'una peça de terra l'església de San Stefano de Prato. Va ostentar el títol de comte de Prato i va posseir diverses terres al voltant d'aquesta localitat, a la regió de la Toscana. Segons Angius, el títol el va compartir amb el seu germà Ildebrando. Teòricament va assumir les prerrogatives del seu pare com a comte el 1077, quan es calcula que era mort i la seva mare era vídua. Amb tot, malgrat que és reconegut com a senyor per algunes persones, no deixaven d'actuar amb plena llibertat legal.
L'abril de 1079 ja consta casat amb la comtessa Sofia, filla d'un comte Albert i vídua del marquès Arrigo del Monte Santa Maria. El matrimoni va oferir molts béns al capítol de la catedral de Florència per remei de les seves ànimes i del seu fill Gotifredo, que n'arribà a ser bisbe. Quant a la seva descendència, va tenir diversos fills: Bernardo Tancredi, anomenat Nontigiova, Alberto, Malabranca, tots ells anomenats comtes, Gotifredo, que va ser nomenat bisbe de Florència el 1113, Lucia, abadessa del monestir de Sant'Ilario de Cuneo, i segons altres autors també hi hauria un fill anomenat Ottaviano.